# 德輔
德輔爵士，GCMG（1834年9月22日—1909年12月15日），是英國派駐香港的第10任港督；在任職港督前曾任第三任斐濟總督兼西太平洋高級專員（1880年－1885年）及紐芬蘭第八任殖民地總督（1886年－1887年）。他在1903年出版了回憶錄（My colonial service in British Guiana, St. Lucia, Trinidad, Fiji, Australia, Newfoundland, And Hong Kong, with interludes），講述他在香港及其他大英帝國殖民地（英屬圭亞那、聖盧西亞、千里達、斐濟、紐芬蘭、澳洲）的往事。

## 經歷
- 1834年9月22日生於巴登大公國首府巴登-巴登，[4]其祖先馬林·德·巴克庫特·德輔（Marin de Bacquencourt Des Vœux）來自法國北部的皮卡第。
- 曾入讀查特豪斯公學，1853年之後入讀牛津大學貝利奧爾學院，中途輟學。1856年往上加拿大，之後在多倫多大學獲學士及大律師資格[5]。1863年任英屬圭亞那治安法官及商務監督。

## 擔任香港總督任內大事
- 山頂纜車於1888年5月30日起開始營運，是香港首個機動運作的公共運輸工具及亞洲第一條纜索鐵路。
- 1889年在香港通過《歐洲人住宅區保留條例》及《收回公地法案》，根據條例，山頂的物業業權只由歐洲人擁有，華人不得在該區居住。
- 德輔授權保羅·遮打成立香港置地及中環填海計劃，獲得香港島中環沿海用地干諾道、德輔道等。
- 1889年5月29日大風雨侵襲香港10日，港督山頂住宅被破壞。
- 1890年香港電燈成立，在1890年12月1日下午6時開始為香港島部份地區提供電力，首間電廠為位於灣仔星街及電氣街交界的灣仔發電廠。
- 1891年初世界白銀價格急跌。

## 以其命名的事物
- 德輔道中：位於香港島中環
- 德輔道西：位於香港島西環
- 德輔峰 (Des Voeux Peak)：位於斐濟群島塔韋烏尼島。
- 德輔島：位於加拿大努納武特地區伊麗莎白女王群島